# Борджиа, Лукреция
Лукре́ция Бо́рджиа (исп. Lucrecia Borgia, кат. Lucrècia Borja, лат. Lucretia Borgia, итал. Lucrezia di Borgia; 18 апреля 1480, Субьяко — 24 июня 1519, Феррара) — незаконная дочь папы римского Александра VI и его любовницы Ваноццы деи Каттанеи, в замужестве — графиня Пезаро, герцогиня Бишелье, герцогиня-консорт Феррары. Её братьями были Чезаре, Джованни и Джоффре Борджиа.
Заняв папский престол, Родриго Борджиа выдал её за Джованни Сфорца. Через несколько лет брак был расторгнут со скандалом, и Лукреция вышла замуж за Альфонсо Арагонского, незаконнорождённого сына Альфонсо II Неаполитанского. Дальнейшее изменение союзов, которое сблизило Борджиа с партией сторонников французов, привело к убийству Альфонсо по приказу брата Лукреции, Чезаре.
После краткого траура по второму мужу папа решил выдать Лукрецию за старшего сына герцога Эрколе I Феррарского Альфонсо I д'Эсте. Лукреция активно участвовала в переговорах о своем третьем браке. Со стороны Эрколе, как и со стороны папы, брак этот рассматривался исключительно как политическая сделка. Однако при дворе Эсте Лукреция заставила забыть о своём незаконном происхождении, двух неудачных браках и бурном прошлом. Благодаря своей красоте и интеллекту, она завоевала авторитет в новой семье и признание населения Феррары.

## Биография

### Происхождение
Мать Лукреции носила фамилию, которая известна по документам в Риме, Венеции и Мантуе. Ваноцца (уменьшительное от имени Джованна), возможно, родилась в семье мелкопоместных дворян или буржуазной. В «Дневнике» Иоганна Буркарда, церемониймейстера Папского двора, указано, что она «из дома Каттанеи». С Родриго Борджа Ваноцца познакомилась в 1469 году. Став его любовницей, Ваноцца получила в мужья чиновника Ватикана, синьора д’Ариньяно и тот признал сына Родриго от Ваноццы, Чезаре, родившегося в середине 1470-х годов. К моменту появления на свет Лукреции первый муж Ваноццы уже умер, и она была замужем за миланцем Горджо ди Кроче, служившим апостолическим секретарём при Сиксте IV. Так утверждает в своей биографии Лукреции Ж. Шастенэ, однако ещё Ф. Грегоровиус отрицал, что д’Ариньяно был мужем Ваноццы. Он отмечал, что о муже любовницы кардинала по имени Доменико д’Ариньяно из современников пишет только хронист Стефано Инфессура и более никем этот человек не упоминается. Забеременев в очередной раз (у неё от Борджа было уже два сына), Ваноцца получила предсказание, что следующим ребёнком будет дочь. Рожать она уехала в Субиако, здесь 18 апреля 1480 года появилась на свет девочка, названная Лукрецией. Папа Сикст IV в особой булле дал разрешение кардиналу Борджиа называть своих незаконнорождённых детей племянниками. Лукреция, как и другие дети Родриго от Ваноццы Катанеи, были таким образом официально признаны. Связь Ваноццы и Борджиа продолжалась, по крайней мере, до 1482 года, когда родился ещё один их сын — Джоффре. Как отмечает Грегоровиус, единственный раз имя Ваноццы упомянуто рядом с именами её детей: Чезаре, Джованни, Джоффре и Лукреции — в надписи на её могиле в церкви Санта-Мария-дель-Пополо.
В раннем возрасте Лукреция была отдана на воспитание испанке Адриане де Мила, которая была дочерью двоюродного брата Родриго Борджа и внучатой племянницей папы Каликста III. Её покойный муж, Лодовико, сеньор Басснелло, происходил из влиятельной римской семьи Орсини. Несмотря на то, что Лукреция воспитывалась не матерью, с Ваноццей она поддерживала отношения всю жизнь. Дом Адрианы Орсини со временем стал местом, где собиралась вся курия, богатейшие люди города и аристократы со всей Италии, приезжавшие в Рим. Лукреция изучала музыку, рисование (позднее жители Феррары восхищались её умением вышивать), языки: она говорила на испанском, греческом, французском и немного знала латынь, писала и сочиняла стихи на этих языках.
К тринадцати годам Лукреция, так как её отец желал выдать её замуж как можно более выгодно, чтобы упрочить своё политическое положение, была обручена дважды, но ни первая, ни вторая помолвка не закончились свадьбой. Первый брачный договор был заключён с валенсийцем графом д’Олива 26 февраля 1491 года. Жениху, младшему брату графа, Керубену де Сентель, сеньору Валь д’Эйрориа, по контракту было обещано приданое в 100 тысяч валенсийских су, ещё 11 тысяч су обязался выделить Педро-Луис Гандийский, сводный брат Лукреции. Лукреция в договоре была названа родной дочерью кардинала Борджа. Однако, ещё не оговорив всех условий контракта, кардинал обратил внимание на более перспективного с его точки зрения жениха — Гаспаро де Прочида. Отец Гаспаро, Хуан де Прочида, граф д’Аверса, был близок к Арагонскому королевскому дому и владел землями в Неаполитанском королевстве. Уже 30 апреля 1491 года, не взирая на то, что дочь обещана другому, Родриго Борджиа отпраздновал вторую помолвку. Лукреция была ещё очень молода, но до того, как она достигла возраста, достаточного для заключения брака, обе помолвки потеряли для Борджиа своё значение. С семейством Сентель удалось договориться о компенсации — один из его представителей получил должность пронотария и казначея в Перудже после того, как Родриго стал папой римским.

### Первый брак
Став папой (1492), Родриго Борджа выдал в июне 1493 года дочь замуж за Джованни Сфорцу, незаконнорождённого двоюродного племянника правителя Милана Лодовико Сфорцы. Избранию Борджи папой посодействовал брат Лодовико, кардинал Асканио Сфорца. Союз с правителем Милана был очень нужен новому папе. Джованни Сфорца был вдовцом (его первой женой была Маддалена Гонзага, сестра Елизаветы, герцогини Урбино) и старше своей будущей жены на 13 лет. В конце октября 1492 года Джованни Сфорца прибыл в Рим, здесь ему пришлось столкнуться с Гаспаро де Прочида, который был намерен отстоять свои права на Лукрецию, однако потерпел поражение. Брачный контракт Лукреции и Гаспаро де Прочида был расторгнут 8 ноября. Граф Аверса получил возмещение в размере трёх тысяч дукатов.
Помолвка Джованни Сфорца и Лукреции состоялась в Ватикане 2 февраля 1493 года. На церемонии присутствовали посол Милана и испанские друзья папы. Джованни получил за ней 31 000 дукатов приданого и был нанят на службу в папскую армию. Свадьба была отпразднована 12 июня. Первые месяцы брака (как минимум до ноября 1493 года) его к жене не пускали, поскольку она считалась ещё слишком юной для исполнения супружеских обязанностей. Позже супруги жили то в Риме, во дворце Санта-Мария-ин-Портико, подаренном Лукреции отцом, то во владении Джованни, городе Пезаро. Положение Джованни было достаточно двусмысленным: он жил на содержании у папы, который был в союзе с Арагонской династией, враждовавшей с Миланским герцогством.
В 1497 году из-за изменения политической ситуации (см. Итальянские войны) союз семейства Борджа с семьёй миланских Сфорца распался. В марте 1497 года Джованни в спешке покинул Рим. Говорили, что Лукреция предупредила Джованни о том, что его хотят убить. Возможно, приказ об убийстве Джованни был лишь слухом, но отношения его с семьёй Борджа сильно испортились ещё раньше, когда он, по некоторым сведениям, пытался шпионить в пользу своих родственников против неаполитанцев в 1494—1495 годах, а в 1496 году бежал из Рима, чтобы не участвовать в войне Александра VI против Орсини.

Папа убедил дядю Джованни, кардинала Асканио Сфорцу, в необходимости согласия на развод из-за того, что брак не был консуммирован, то есть что Джованни якобы не сумел лишить жену девственности. Это, согласно средневековому праву, было одним из немногих уважительных поводов для развода. В случае отказа зятя папа мог расторгнуть брак своей властью, тогда род Борджа потребовал бы назад приданое Лукреции. Не желая стать предметом насмешек, Джованни отказывался от развода, утверждая, что жена клевещет на него. Ему предложили вступить в половую связь при свидетелях для доказательства своей состоятельности, однако он отказался (возможно, решив, что от волнения у него действительно ничего не получится). Семейство Сфорца потребовало от Джованни принять условия Борджа, грозя в противном случае лишить его своей защиты. Лишённый выбора, Джованни явился в Рим подписать документы о своём сексуальном бессилии, и брак официально потерял силу 22 декабря 1497 года. Публично опозоренный семьёй Борджа, Джованни Сфорца принялся распространять слухи об инцесте между бывшей женой и её отцом.
А когда Его Светлость спросил, верно ли утверждение папы о неспособности его осуществлять супружеские обязанности и о том, что брак его с Лукрецией является по сути фиктивным, он категорически возразил. Напротив, с женой он имел частые сношения. Однако папа отобрал у него Лукрецию, чтобы самому ей воспользоваться. В завершение он высказал всё, что думает о Его Святейшестве
, — так описывал поведение Джованни посол Феррары в письме своему господину. После заявлений Джованни слухи об инцесте широко распространились, обрастая яркими подробностями.

### Беременность вне брака
В период затянувшегося развода с Джованни, а также многочисленных обсуждений, сплетен и слухов на эту тему, Лукреция под присягой свидетельствовала на папской комиссии, что она девственница и готова подвергнуться осмотру, между тем, в конце 1497 года Лукреция, вероятно, уже ждала ребёнка. Летом 1497 года она уехала из Рима в монастырь доминиканок святого Сикста. Весной 1498 года появились противоречивые слухи о рождении у неё ребёнка. 
Лукреция, возможно, имела интимные отношения с камерарием папы — Педро Кальдероном (Перотто), который служил посыльным между отцом и дочерью. Письма венецианского посла Паоло Капелло рассказывают, что Чезаре Борджа якобы с мечом бегал по Папскому дворцу за Перотто, любовником сестры, и ударил его мечом прямо на глазах папы. Правда это или вымысел, но от Перотто избавились — позже, в феврале 1498 года, труп юноши нашли в Тибре.
Весной 1498 года в семье Борджа появился младенец, Джованни Борджа. В 1501 году были выпущены две папские буллы в отношении этого младенца. Одна называла отцом ребёнка Чезаре. Вторая, найденная годы спустя в бумагах Лукреции, булла называла отцом самого Александра VI. Лукреция не упоминалась нигде, но, возможно, Джованни и был этим ребёнком, рождённым Лукрецией от убитого любовника. В 1502 году Джованни Борджа стал герцогом Камерино — одной из территорий, завоёванных Чезаре для папы. После смерти Александра VI Джованни переехал к Лукреции и её третьему мужу в Феррару, где был воспитан в качестве её единокровного брата. Однако тот факт, что третий муж Лукреции, герцог Феррарский, спокойно относился к Джованни как к её брату, может означать, что он и правда был ребёнком самого Александра VI от неизвестной матери, а ребёнок Лукреции вполне мог умереть в младенчестве или родиться мёртвым, или вовсе быть выдумкой сплетников.

В связи с этими буллами распространилось обвинение не только в кровосмесительной связи дочери с отцом, выдвинутое её опозорённым мужем Джованни Сфорцей, но и обвинение в связи Лукреции с тремя её родными братьями. Позднее молву недоброжелателей отразило двустишие-эпитафия ненавидевшего Александра VI (за его согласие на раздел Неаполитанского королевства) неаполитанского поэта-сатирика Саннадзаро:

«Здесь якобы покоится Лукреция, на деле ж — Таис,

Александру — дочь, и невестка, и жена». 

Впрочем, всевозможные сексуальные отклонения вообще были любимой темой итальянских сплетен. Так, про современника Борджиа, правителя Перуджи, Джанпаоло Бальони, рассказывали, что он принимал послов, лежа в постели с родной сестрой.

### Второй брак
Лукрецию 21 июня 1498 года в Риме выдали замуж за Альфонсо, герцога Бишелье и князя Салерно — внебрачного сына Альфонсо II, короля Неаполя. Он был на год младше жены. При этом папой был запланирован брак Чезаре с законной дочерью неаполитанского короля Федериго Карлоттой, воспитанной при французском дворе, — брак Лукреции с её двоюродным братом был только ступенью к этому союзу (так и не состоявшемуся из-за категорического отказа невесты).
Молодые поселились в Риме, первая беременность Лукреции закончилась выкидышем. В августе 1499 года дружба Александра VI и Чезаре с французами испугала неаполитанское правящее семейство, и юный Альфонсо уехал из Рима, хотя вскоре вернулся к жене. Беременную Лукрецию отец не отправил к нему, а назначил правительницей городка Сполето, за несколько месяцев своего правления она сумела помирить жителей Сполето с их врагами, жителями соседнего городка Терни. Кроме того, папа подарил дочери замок Непи, конфискованный у кардинала Сфорца.
В Риме 1 ноября 1499 года она родила мальчика. Этот ребёнок, Родриго, герцог Бишелье, умер в 1512 году в возрасте 13 лет, не оставив заметного следа в жизни матери.
Союз с ослабленным неаполитанским королевским домом оказался уже не нужен Чезаре. Вечером 15 июля 1500 года мужу Лукреции нанесли несколько ножевых ранений в Риме у базилики св. Петра, Альфонсо был ранен в шею, руку и бедро, но остался в живых — его спасла подоспевшая стража. Лукреция целый месяц выхаживала мужа, но 18 августа он был задушен в своей постели. Венецианский и флорентийский послы писали своим правительствам, что убийцей был Микеле де Корелла, доверенное лицо Чезаре Борджи, которому шурин до этого якобы угрожал. Впрочем, известно, что у убитого были и другие враги среди римских баронов. Его похоронили почти тайно.
Лукреции подарили замок Сермонету, отобранный папой у семьи Каэтани, она стала работать в Ватикане в папской канцелярии, в отсутствие отца отвечая на письма. Таким образом, уже в юном возрасте она проявила определённые административные способности.

### Третий брак
Вскоре Александр VI стал думать о новом, более выгодном браке дочери. Её руку предложили молодому вдовцу Альфонсо I д’Эсте, старшему сыну и наследнику герцога Феррары, одного из самых могущественных наместников Папской области. Он был куда лучшей партией, чем два первых мужа Лукреции, небогатые незаконнорождённые родственники правящих семей. У этого брака тоже был определённый политический смысл: речь шла о возможном союзе папы и Феррары против амбиций их северного соседа, Венеции. Первоначально отец и сын отказывались из-за её дурной репутации: феррарский посол в Риме писал им, как она оклеветала первого мужа и родила ребёнка вне брака. Но давление французского короля Людовика XII и огромное приданое в 100 000 дукатов вынудило их согласиться. Новый феррарский посол описывал герцогу будущую невестку:
Мадонна Лукреция в высшей степени умна и прекрасна, а также исключительно любезна. Она скромна, у неё нежное сердце и прекрасные манеры. Более того, она истинная богобоязненная христианка. Завтра она идет на исповедь и во время рождественской недели примет причастие. Она очень красива, однако её очаровательные манеры поражают ещё больше. Короче, характер её таков, что невозможно обнаружить в ней и следа греховности
2 февраля 1501 года она с пышной свитой прибыла в Феррару. Своего сына от второго мужа, Родриго, она, согласно обычаю, не взяла с собой в новую семью. Хотя семья Эсте пошла на этот брак неохотно, Лукреция, видимо, со временем сумела найти дорогу к сердцу свекра и мужа, Альфонсо выказывал ей явное расположение и ночевал в её спальне регулярно. После смерти Александра VI в 1503 году брак потерял политическое значение, но он не стал пытаться избавиться от жены (требуя от папы Юлия II объявить её развод с Джованни Сфорцей незаконным и вернуть её ему), хотя ему намекали на такой вариант.
В этом браке она многократно бывала беременна, но здоровье её было плохим, она перенесла несколько выкидышей и смертей своих новорождённых младенцев. Так, её первая беременность закончилась тяжёлой болезнью и рождением мёртвой девочки в 1502 году. Только в 1508 году она принесла мужу долгожданного здорового наследника Эрколе.
В начале 1503 года она познакомилась с поэтом и философом Пьетро Бембо, они вступили в долгую нежную переписку, пересылая друг другу стихи и портреты, но с конца 1503 года, вероятно, больше не виделись лично. Весьма возможно, что связи между ними не было, а Лукреция была просто идеальной возлюбленной поэта, согласно куртуазной традиции той эпохи. Позже Бембо работал личным секретарем папы Льва X, врага Феррары. Затем она постепенно сблизилась с Франческо Гонзагой, маркизом Мантуи: то ли для того, чтобы насолить его жене Изабелле, сестре Альфонсо (которая презирала Лукрецию как выскочку), то ли потому, что надеялась, что Франческо сумеет помочь потерявшему все её брату Чезаре (и Франческо даже отправил в Испанию посланника с просьбой о его освобождении). Их переписка продолжалась вплоть до самой смерти Франческо в начале 1519 года. Возможно, именно с тайнами их переписки было связано загадочное убийство в 1508 году в Ферраре поэта Эрколе Строцци.
Не исключено, что, встречаясь вживую, они с Франческо имели и физические отношения, но точно это неизвестно. Для Лукреции (в промежутках между частыми беременностями) было риском заводить любовника, теряя расположение мужа и его родни, а Франческо, как минимум, с 1509 года или раньше сильно страдал от сифилиса.
Альфонсо, ставший герцогом после смерти отца в 1505 году, первоначально дружил с новым папой Юлием II, но после 1510 года был вынужден в союзе с Францией тратить много сил на спасение своего герцогства от папской экспансии, из-за этого он даже был отлучён от церкви (см. Война Камбрейской лиги). В 1512 году Феррара едва не пала под натиском папской армии.
Альфонсо уезжал на целые месяцы по дипломатическим делам, и регентшей герцогства, разбирая множество документов и отдавая хозяйственные распоряжения, оставалась Лукреция с братом мужа, кардиналом Ипполито. Возможно, личные отношения супругов были не безоблачными, но муж доверял её политико-административным способностям, как когда-то отец. Замок герцогов Эсте быстро стал одним из блистательных дворов, а Лукреция имела репутацию женщины мудрой и добродетельной. Она щедро поощряла деятелей искусства, поэтов (Лодовико Ариосто посвятил немало строк доброй герцогине Феррарской в «Неистовом Роланде») и особенно художников, отдавая предпочтение религиозным темам, основала в Ферраре благотворительную организацию для помощи бедным и женский монастырь (настоятельницей которого потом стала её дочь), вступила в организацию мирян-терциариев при францисканском монастыре.

### Дети
Лукреция была много раз беременна и стала матерью многих детей (не считая нескольких выкидышей):
- (?) Джованни Борджиа (ок. 1498—1548) по прозванию infans Romanus («римский ребёнок»), родился накануне второго брака Лукреции. Александр VI в секретной папской булле признал его собственным сыном от неизвестной женщины (которой, по слухам, была его дочь Лукреция). Есть мнение, что это плод связи Лукреции со своим слугой Перотто[21].
- Родриго, герцог Бишелье (1 ноября 1499 — 28 августа 1512), сын и наследник Альфонсо Арагонского, герцога Бишелье.
- Мёртворождённая дочь (5 сентября 1502 года)
- Алессандро д’Эсте (19 сентября 1505 — 16 октября 1505)
- Эрколе II д’Эсте (5 апреля 1508 — 3 октября 1559), герцог Феррары, Модены и Реджо
- Ипполито II д’Эсте (25 августа 1509 — 1 декабря 1572), архиепископ Милана и кардинал.
- Алессандро д’Эсте (1 апреля 1514 — 10 июля 1516).
- Леонора д’Эсте (3 июля 1515 — 15 июля 1575), монахиня.
- Франческо д’Эсте, маркиз ди Масса-Ломбарда (1 ноября 1516 — 2 февраля 1578).
- Изабелла Мария д’Эсте (14 июня 1519—1521), была названа в честь Изабеллы д’Эсте, а в качестве крестных родителей были выбраны Элеонора делла Мирандола и граф Александро Серафино. Умерла в два года в Ферраре и похоронена рядом с матерью.

Родным сыном внучки Лукреции, Анны д’Эсте, был знаменитый герцог Анри де Гиз, французский политический деятель, глава Католической лиги, один из вдохновителей Варфоломеевской ночи, персонаж романов Дюма и многих других произведений.

### Смерть
Весной 1519 года Лукреция почти не вставала с постели: очередная беременность истощила её. Врачи решили вызвать досрочные роды, но у роженицы начались самопроизвольные схватки. 14 июня на свет появилась недоношенная девочка, опасаясь, что она умрёт некрещёной, Альфонсо велел тотчас её окрестить и назвал Изабеллой Марией. Сперва у Лукреции был небольшой жар, но 20 июня её состояние стало угрожающим. У неё началось носовое кровотечение, она утратила зрение и способность говорить. Альфонсо всё время был рядом с умирающей женой. На десятый день после родов 24 июня 1519 года врачи перестали бороться за жизнь Лукреции, «увидев сотрясавшие её конвульсии». Она умерла в возрасте 39 лет от родильной горячки, составив завещание и позаботившись о феррарских церквях и монастырях. Похоронена в монастыре Корпус Домини рядом с мужем, двумя детьми (Александром и Изабеллой) и свекровью.

## Внешность
Нет достоверных прижизненных портретов Лукреции. Считается, что на фреске работы Пинтуриккьо, где изображён диспут святой Екатерины с императором, из апартаментов Борджиа в Ватикане, её черты имеет сама святая. Портретом Лукреции также, скорее всего, является неподписанный женский портрет работы служившего у неё художника Бартоломео Венето.
В Национальной галерее Мельбурна хранится портрет юноши в одежде священника (купленный в 1965 году в Лондоне как портрет юноши работы неизвестного итальянского художника), в ноябре 2008 года хранители галереи заявили, что изображён на нём вовсе не юноша, а Лукреция Борджа. Однако специалистами эта сенсация ставится под сомнение.

Современник описал внешность Лукреции, когда ей было чуть больше двадцати лет:
Она среднего роста, отлично сложена. Лицо продолговатое, нос правильный, волосы золотистые, глаза неопределенного цвета. Довольно большой рот, белоснежные зубы, красивая стройная шея, великолепный бюст. Всегда весела и улыбчива.

## Образ в массовой культуре
Из-за неприязни, которую вызывала семья Борджиа в Италии, широкую известность приобрели самые дикие слухи о кровосмешении, отравлениях и убийствах в семействе Борджиа, которая стала олицетворением алчной жестокости, превратившей церковную политику в серию предательских убийств и запятнавшей папский престол безудержным развратом и кровосмешением. Во многих произведениях искусства, романах и фильмах дочь папы Лукреция предстает как преступница и олицетворение зла и разврата, реже — как беспомощная жертва и орудие политики насилия своего отца и брата.
Лукреция обрела широкую известность в эпоху романтизма благодаря одноимённой пьесе Гюго (1833) и написанной в том же году опере Доницетти. С лёгкой руки Гюго и других беллетристов в массовом сознании укоренились художественные истории о бесчисленных преступлениях Лукреции: о том, что Лукреция в 11 лет родила ребёнка от брата Джованни, что Лукреция имела набор полых колец, где хранился загадочный яд, которым она незаметно отравляла пищу («перстень Лукреции»), или ключ с ядом, который убивал тех, кто им пользовался, что в Ферраре она убила множество представителей знатных семей, а муж держал её взаперти в тюрьме. Однако доказательств подобного не существует.
- Виктор Гюго написал пьесу «Лукреция Борджиа» (1833), в которой описывается жизнь выдуманного им Дженнаро, сына Лукреции. Его отцом был брат Лукреции Джованни, убитый Чезаре из ревности, и Лукреция, опасаясь, что последний расправится также и со своим незаконнорождённым племянником, распорядилась, чтобы ребёнка растили вдали от общества. Годы спустя жизнь сводит мать и сына, причем последний, не подозревая о кровных узах с герцогиней Феррары, принимает её внимание за влюбленность. Друзья Дженнаро становятся помехой их отношениям, и тогда Лукреция обманом заманивает их на пир, где угощает отравленными яствами. Дженнаро, также приглашенный на пир, становится жертвой отравления. Узнав правду, он отказывается принять противоядие и перед смертью убивает свою мать.
- «Лукреция Борджиа» (1833) — опера Гаэтано Доницетти, по пьесе Гюго. Среди исполнительниц заглавной партии (сопрано) — Джоан Сазерленд, Монсеррат Кабалье и Эдита Груберова

- Ф. М. Клингер, «Жизнь Фауста» (1791). Между прочими событиями в книге описывается роман Фауста с Лукрецией.
- Александр Дюма, «Семейство Борджиа», 1870.
- Джинн Калогридис, «Невеста Борджиа». Роман о принцессе неаполитанского королевства Санче Арагонской, которая из политических соображений вынуждена выйти замуж за Джоффре Борджиа, брата Лукреции. Санча стала соперницей, а позднее подругой Лукреции. Именно за брата Санчи Арагонской выходит второй раз замуж Лукреция.
- «Алый город» Хеллы Хаассе.
- Анри де Кок, «Лукреция Борджиа».
- Луи Гастен. «Лукреция Борджиа» (1903).
- Кэрри Хоукинс, «Кровавое наследие: История Райана». В этом произведении Лукреция, её отец и братья появляются в эпизодических ролях.
- Самуэль Шеллабергер, «Коварный лис Борджиа». По мотивам романа был снят одноимённый фильм с Орсоном Уэллсом и Тайроном Пауэром в главных ролях.
- Грегори Магуайр, «Свет мой, зеркальце»: Роман-фэнтези, в котором Лукреция является… злой мачехой Белоснежки. Она изображена красивой, тщеславной и развратной женщиной, целиком увлеченной политикой. Её отношения с Чезаре являются основной сюжетной линией.
- Марио Пьюзо, «Семья» (2001). В романе повествуется обо всем семействе Борджиа. Это произведение — последнее завершенное в жизни автора.
- Виктория Холт/Джин Плейди, дилогия, состоящая из романов «Мадонна Семи Холмов» и «Опороченная Лукреция», 2003; также повесть «Римский карнавал».
- «Город Бога: повесть о семействе Борджиа» Сесилии Холланд,
- «Лукреция Борджиа: три свадьбы, одна любовь» Сары Дюнан
- К. У. Гортнер[англ.]. «Принцесса Ватикана. Роман о Лукреции Борджиа» (2016).
- «Переулок госпожи Лукреции» Проспер Мериме

- Borgia, серия графических новелл, совместная работа Алехандро Ходоровски (сценарий) и Мило Манара (графика)
  - 1 «Кровавый папа» (фр. «Du sang pour le pape», букв. "Кровь для папы"), 2004
  - 2 «Власть и инцест» (фр. «Le pouvoir et l'inceste»), 2006
  - 3 «Пламя погребального костра» (фр. «Les flammes du bûcher»), 2008
  - 4 «Все суета» (фр. «Tout est vanité»), 2011

- Лукреция Борджиа (фильм, 1912 год) в гл.роли Франческа Бертини
- «Лукреция Борджиа» (фильм, Германия,1922), реж. Рихард Освальд, в гл. ролях — Конрад Вейдт и Лиана Хайд
- «Лукреция Борджиа» (фр. «Lucrèce Borgia», Франция, 1935), реж. Абель Ганс; Лукреция — Эдвиж Фейер.
- «Лукреция Борджиа» (итал. «Lucrezia Borgia», Италия, 1940), реж. Ханс Хинрих; Лукреция — Иза Пола (Isa Pola).
- «Мы делаем это, потому что…» (англ. «We Do It Because — », США, 1942), реж. Бэзил Врангел (англ. Basil Wrangell); Лукреция — Ава Гарднер (не была указана в титрах)
- «Коварный лис Борджиа» (Prince of Foxes; США. 1949)
- «Дева мщения» (англ. «Bride of Vengeance», США, 1949), реж. Митчел Лейзен; Лукреция — Полетт Годдар.
- «Лукреция Борджа» (фр. «Lucrèce Borgia», Франция, 1953), реж. Кристиан-Жак; Лукреция — Мартин Кароль.
- «Ночи Лукреции Борджиа» (итал. «Le notti di Lucrezia Borgia», Италия, 1959), реж. Серджио Гриеко[итал.]; Лукреция — Белинда Ли.
- «Лукреция Борджиа и добрая дама из Феррары» / Lucrèce Borgia ou La bonne dame de Ferrare (1961), в роли Лукреции Женевьева Казиль
- «Лукреция Борджиа, возлюбленная дьявола»[итал.] (итал. «Lucrezia Borgia, l'amante del diavolo», Италия, Австрия, 1968), реж. Освальдо Чивирани[нем.]; Лукреция — Ольга Шоберова.
- «Аморальные истории» (фр. «Contes immoraux», Франция, 1974), реж. Валериан Боровчик; Лукреция — Флоранс Беллами (фр. Florence Bellamy).
- «Молодая Лукреция» (итал. ««Lucrezia giovane», Италия, 1974), реж. Андре Кольбер, Лукреция — Симонетта Стефанелли (ит. Simonetta Stefanelli).
- «Лукреция Борджиа» (фр. «Lucrèce Borgia», Франция, 1979) — телефильм Ива-Андре Юбера[фр.], по драме Гюго и спектаклю Роже Анена; Лукреция — Магали Ноэль.
- телефильм «Борджиа» (англ. «The Borgias», Великобритания, 1981), в роли Энн Луиз Ламберт.
- Тайные ночи Лукреции Борджиа[итал.] (итал. Le notti segrete di Lucrezia Borgia, Италия, 1982); — Сирпа Лейн.
- Телефильм «Весна Микеланджело» (Италия, США, 1991); — Данжа Газзара.
- «Яды, или Всемирная история отравлений», Россия, 2001, реж. Карен Шахназаров; — Марина Казанкова
- «Борджиа» (исп. «Los Borgia», Испания, 2006), реж. Антонио Эрнандес[нем.]; — Мария Вальверде
- «Борджиа» (англ. «Borgia», Франция, Германия, Чехия, Италия, 2011) прод. Том Фонтана и др.; — Изольда Дюшаук.
- «Борджиа» (англ. «The Borgias», Канада, Венгрия, Ирландия, 2011), прод. Нил Джордан и др.; — Холлидей Грейнджер.

- Лукреция появляется в игре Assassin's Creed: Brotherhood, также намёк на неё присутствовал в Assassin's Creed II (видео, описывающее Родриго Борджиа).

- Шастенэ, Женевьева . Лукреция Борджиа. М.: Молодая гвардия, 2004. («Жизнь замечательных людей»)
- Жак Эрс. Повседневная жизнь папского двора времен Борджиа и Медичи. 1420—1520", (2007).
- Мартин Линдау «Яд Борджиа [Злой гений коварства]»
- Альфред Широкауэр, «Лукреция Борджиа»
- Наталья Павлищева, «Лукреция Борджиа: Лолита Возрождения»
- Сара Бауэр «Грехи дома Борджа», (2011)
- Юлия Остапенко, «Тираны», книга первая: «Борджиа» (проект этногенез), (2012)
- Наталья Александрова «Зеркало Лукреции Борджиа» 2013